# Numa Pompili
Numa Pompili (715 aC-672 aC) va ser el segon rei de Roma, successor de Ròmul, segons la informació aportada per Plutarc i Titus Livi. Segons la llegenda, en morir Ròmul, els romans el van escollir perquè era el candidat en qui més confiaven perquè vetllés pels interessos comuns de totes les tribus de la ciutat. Amb el temps, molts fets i reformes li van ser atribuïts en els mites fundacionals del Regne de Roma, que molt probablement no eren el fet d'una sola persona ni d'un sol regne. Tot i això, la seva existència històrica sembla certa.

## Personalitat
Fill de Pomponi, Numa era el més jove de quatre germans, nascut pels voltants de la fundació de Roma, i va viure amb una ferma disciplina desterrant qualsevol indici de luxúria de la seva llar. Tàcia, única filla de Titus Taci, rei dels sabins i company de Ròmul, es va casar amb Numa i va morir després de tretze anys de matrimoni.

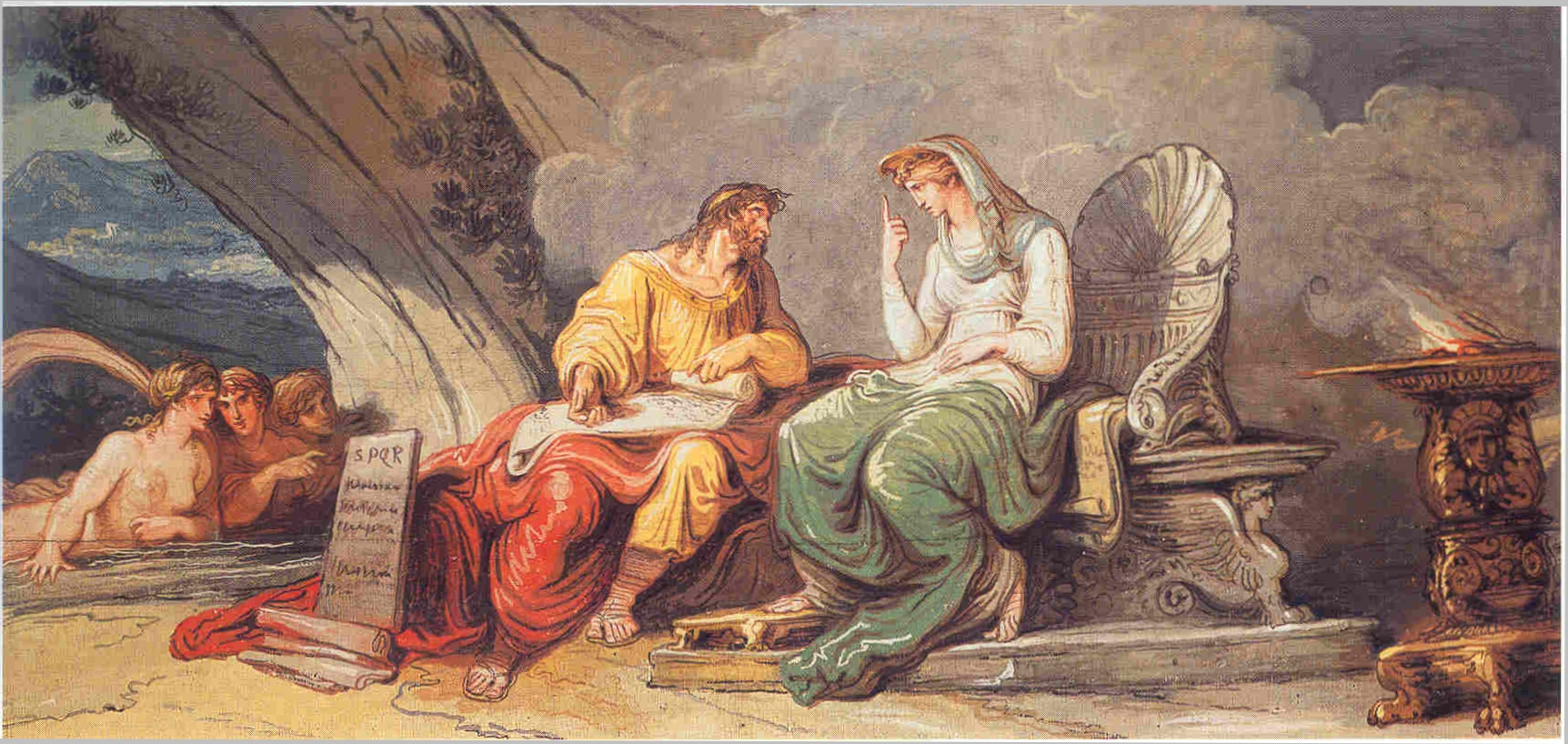
Numa Pompili parlant amb la nimfa Egeria, la qual l'inspirà les lleis de Roma (mos maiorum).

Després de la seva mort, Numa anava a fer passejades pel camp i allà va conèixer la nimfa Egèria, quan ella cantava en una gruta sagrada. Quan va ser escollit rei, es retirava al camp en busca del consell de la nimfa, la qual li va ensenyar a ser un savi legislador.

## Accés al tron
Numa no va succeir Ròmul immediatament després de la seva mort. Els senadors romans van estar-se alternant en el poder durant un temps intentant substituir l'oligarquia per la monarquia. Però el mètode de govern que portaven era força desorganitzat i, per tal d'apaivagar el malcontentament popular que això generava, van decidir triar un rei. La tria va resultar força difícil: els senadors d'origen sabí proposaven el senador Velesi i els senadors d'origen romà proposaven el senador Procul. Com que no es posaven d'acord, finalment van decidir que els senadors sabins proposessin un candidat romà i que els romans proposessin un candidat sabí. Llavors els senadors romans van proposar Numa Pompili, que tenia fama d'home prudent i respectuós amb els déus. Els sabins el van acceptar i van renunciar a proposar un altre candidat.
Numa tenia uns quaranta anys quan li van oferir el regnat i residia a «una famosa ciutat dels Sabins anomenada Cures, on els romans i els sabins s'anomenaven a ells mateixos amb un sòl nom: els quirites». Al principi va refusar, però el seu pare i Marcià I (pare de Marcià II) el van persuadir que acceptés.
Posteriorment, va ser recordat per la seva natural saviesa i pietat. Desitjant mostrar el seu beneplàcit, Júpiter va crear un escut que va fer caure des del cel al turó del Palatí.

## Reformes religioses

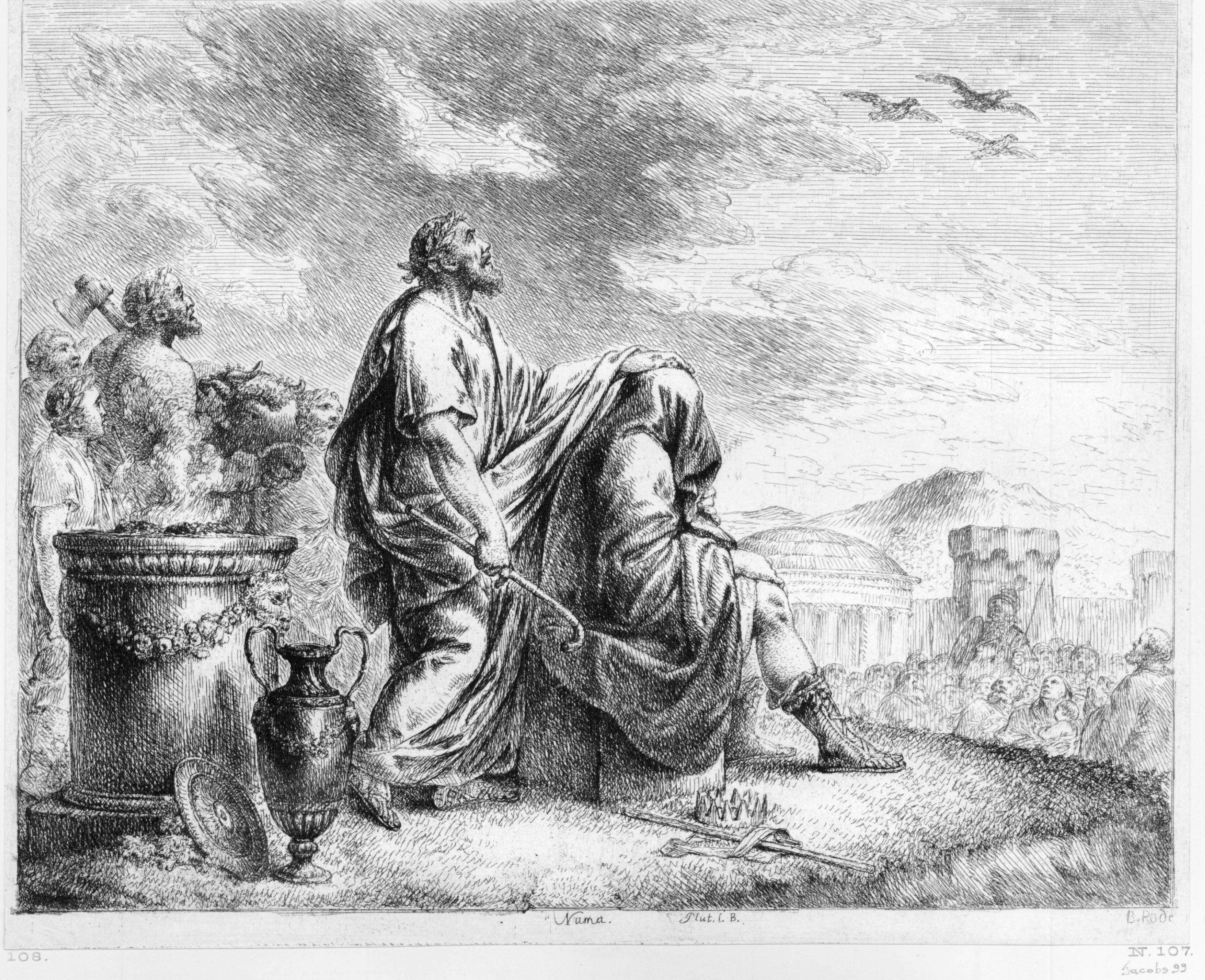
Numa Pompili consultant els déus a través d'un àugur

A Numa se li atribueixen algunes innovacions. Va dissoldre el cos de guàrdia anomenat celeres, del qual Ròmul no se separava mai. Va crear un cos de sacerdots dedicats al culte de Júpiter, un altre grup dedicat al culte de Mart i un tercer grup a Quirí. Tots tres grups estaven associats (collegium) sota unes regles precises i els va donar el nom de flamen. A més va prohibir que es veneressin imatges divines amb forma humana o animal perquè li semblava sacrilegi comparar un déu amb éssers imperfectes i durant el seu regnat no es va construir cap imatge d'aquesta mena. Després va instituir el cos de les verges vestals, i els va confiar la cura del temple on estava el foc sagrat de la ciutat. Les primeres van ser Gegania, Verenia, Canuleia i Tarpeia, fetes venir des d'Alba Longa. Cap al vuitè any del seu regnat va instituir el cos dels Salii, encarregats de custodiar l'escut sagrat que Júpiter els havia enviat des del cel.
Un altre cos que va crear van ser els fecials, a mig camí entre magistrats i sacerdots; encarregats de negociar amb altres pobles tractats de pau, evitant d'arribar a la guerra sempre que fos possible.
Va introduir el culte a un nou déu, Terminus, que estava present als marges de les propietats i a les fronteres, perquè així Numa divinitzava la necessitat de respecte cap a la propietat privada i el seu culte seria garantia de pau.
També, per a fer honor als déus, va fer construir la Règia, una zona al sud-est del fòrum per emplaçar temples i sacerdots; i a la via sacra, el Temple de Janus.Va demanar que les portes d'aquest temple no s'obrissin si no fos que entraven en guerra, i en tot el seu regnat van estar tancades, ja que va coincidir amb una època de prosperitat i pau per a Roma.

## El calendari
Segons la tradició, Numa va promulgar una reforma del calendari que ajustava els anys lunars i solars. Per al control d'aquest calendari va establir un altre cos de sacerdots, els anomenats pontífexs. L'any va passar de tenir deu mesos a tenir-ne dotze, els dos mesos nous van ser gener, dedicat al déu Janus, i febrer, el darrer mes. Així i tot, el calendari no s'ajustava del tot al recorregut que fa la Terra al voltant del Sol i, en anys alterns, calia afegir un mes de 27 dies, restant-li'n a febrer 4 o 5.

## Unificació social
A les altres institucions romanes establertes per Numa, Plutarc hi veu una influència Lacònia, que ell atribuïa al fet que Numa fos un sabí, poble que es declarava colònia dels lacedemonis.
A Numa el fan responsable de la divisió dels territoris immediat a la ciutat de Roma i de l'establiment dels gremis professionals tradicionals. Plutarc diu sobre això: «Distingint la gent per diferents arts i oficis, va formar les companyies de músics, orfebres, fusters, enterradors, sabaters, pelleters, brasers i terrissaires i tota la resta d'artesans van ser agrupats en una sola companyia, i cadascun d'aquests gremis tenia els seus propis tribunals, consells i pràctiques religioses».

En definitiva, a Numa li han atribuït el fet de ser un unificador social, no només perquè amb la seva elecció va aconseguir fer posar d'acord sabins i romans, sinó perquè amb el seu regnat no va consentir que aquestes distincions entre ciutadans tinguessin importància per damunt de la distinció de ser d'un collegium o agrupament gremial.

## Mort i sepultura
Numa Pompili va morir l'any 673 aC amb més de vuitanta anys, després d'un suau i progressiu declivi, quan el seu net, que seria rei de Roma només tenia cinc anys. A la processó fúnebre hi van assistir molts representants dels pobles veïns. El seu cos va ser enterrat juntament amb els seus llibres en un mausoleu al turó del Janícul.
L'any 181 aC, durant el consolat de Marc Bebi Tàmfil i Publi Corneli Cetege, dos pagesos van retrobar la tomba oblidada d'aquest rei i set llibres de preceptes religiosos. El pretor Q. Petilius, els va fullejar i va arribar a la conclusió que eren llibres de contingut perillós i que havien de ser cremats. El cas va ser portat davant del senat. El pretor insistia, després de fer n jurament de dir la veritat, que no era cosa bona ni llegir-los ni tenir-los desats, i finalment el senat va decidir donar-li la raó. Els llibres van ser cremats i al propietari de les terres on s'havia trobat els llibres li van noferir de pagar-li una indemnització, cosa que va rebutjar.

## Descendència
La seva única filla, Pompília (per alguns filla de Tàcia, i per altres filla de Lucrècia, la seva segona muller) va casar-se amb el senador Marcià II i va ser mare d'Ancus Marci, que amb el temps seria rei com el seu avi. Marcià II va ser candidat a rei en morir el seu sogre, però va ser superat en vots per Tul·li Hostili.
Per altra banda, Plutarc menciona que va tenir quatre fills amb Lucrècia: Pompo, Pinus, Calpus i Mamercus, però també diu que el fet que les nobles famílies romanes dels Pomponis, Pinaris, Calpurnis i Emilis era un invent d'aquests aprofitant la destrucció dels registres antics per part dels gals.

## Valoració històrica
Alguns historiadors consideren la possibilitat que Numa fos més una llegenda que un personatge real, en part degut a les nombroses inconsistències de les dates conservades sobre la seva vida. La més famosa és que va ser amic de Pitàgores, qui es creu que va morir al voltant del 500 aC.
Un altre motiu és que resulta una necessària figura de contraposició al bel·licós Ròmul, per això els seus dos noms podrien ser inventats per representar l'ordre de la civilització romana: Numa, derivat de nomos (llei) i Pompilio, derivat de pompa (hàbit sacerdotal).

## Música
El compositor neerlandès Carel Anton Fodor va escriure una òpera amb el mateix nom. La partitura s'ha perdut. De l'obra, que no va ser gaire exitosa, se n'ha conservat un llibre de programa del 1830 amb el resum de l'argument.